# Perjés Zoltán
Perjés Zoltán (Budapest, 1943 – Budapest, 2004. október 27.) elméleti fizikus, az általános relativitáselmélet nemzetközi hírű kutatója.
Édesanyja Rubik Olga, aki által rokoni kapcsolatban állt Rubik Ernővel. Gimnáziumi tanulmányait Budapesten a Piarista Gimnáziumban végezte, ahonnan az érettségi után rögtön az Eötvös Loránd Tudományegyetem fizikus szakára került. Ezt követően az  MTA Központi Fizikai Kutatóintézet (KFKI) Részecske- és Magfizikai Kutatóintézetének (RMKI) munkatársa volt.

## Tudományos munkásság
Tudományos munkássága elsősorban – de nem kizárólagosan –  az általános relativitáselméletre koncentrálódott. Tudományos érdeklődésének kiemelt témái:
- Az Einstein-egyenletek egzakt megoldásainak előállítása és azok tulajdonságainak vizsgáltaa
- A Twistor-elmélet és részecskefizikai alkalmasságai
- Multipólmomentumok meghatározása különféle aszimptotikusan sík téridők esetén
- Forgó csillagok modelljeinek vizsgálata az általános relativitáselméletben
- Fekete lyukak dinamikájának (perturbatív) vizsgálata
- Gravitációs hullámok keltése fekete lyukat is tartalmazó rendszerek által
- Kozmológiai modellek perturbációinak tanulmányozása

Meghatározó tudományos iskolateremtő személy volt. Kutatómunkája mellett több hallgatónak volt témavezetője az évek során, akik közül számos lett hazai és nemzetközi szinten kiemelkedő tudományos szaktekintély (Rácz István, Vasúth Mátyás, Gergely Árpád László, Fodor Gyula). Mindezeken túl, Perjés Zoltán a Magyar Relativitáselméleti Konferenciák megszervezője is volt. Hívására a szakterület legnagyobb alakjai is szívesen jöttek és vettek részt ezeken a konferenciákon.

## Főbb művei
- Perjés Zoltán, Általános Relativitáselmélet, Budapest, Magyarország : Eötvös Kiadó (1999)
- Perjés Zoltán, Solutions of the coupled Einstein-Maxwell equations representing the fields of spinning sources, Phys. Rev. Lett. 27 : 24 pp. 1668-1670. , 3 p. (1971)
- Fodor, G ✉ ; Hoenselaers, C ; Perjes, Z Multipole moments of axisymmetric systems in relativity, J. Math. Phys. 30 : 10 pp. 2252-2257. , 6 p. (1989)